# Групова збагачувальна фабрика «Росія»
Групова збагачувальна фабрика «Росія» — збагачувальна фабрика, спроєктована інститутом «Дніпродіпрошахт» для збагачення газового енергетичного вугілля і введена в дію у 1962 році.

## Характеристика
Проєктна виробнича потужність 1800 тис. тон на рік, глибина збагачення 13 мм. В процесі освоєння та експлуатації фабрики глибину збагачення було знижено до 6 мм. Вугілля збагачується одним машинним класом у важкосередовищних сепараторах з магнетитовою суспензією, з розділенням на концентрат та відходи. З концентрату частково виділяється сортове вугілля для комунально-побутового споживання. Решта концентрату разом з відсівом 0-6 мм (за проєктом 0-13 мм) відвантажується на теплоенергетику одним товарним продуктом. З метою підвищення його якості у 60-ті роки на фабриці було встановлено концентраційні столи, які згодом було демонтовано як недосить ефективні. Для спрощення і замикання водно-шламової схеми було впроваджено фільтр-преси, які мали збезводнювати тонкий шлам. Проблема зниження зольності дрібних класів лишається актуальною і до цього часу.
Місце знаходження: м. Новогродівка, Донецька область, залізнична станція Гродівка.